# Pere II de Rússia
Pere II (rus: Пётр II Алексеевич o Piotr II Alekseievitx) (Sant Petersburg, 23 d'octubre de 1715 – Moscou, 30 de gener de 1730) fou emperador de Rússia del 1728 fins a la seva mort. Fou l'únic fill del tsarévitx Aleix Petrovitx, fill de Pere I de Rússia i de la seva esposa Eudoxia Lopukhina, i Carlota de Brunswick-Wolfenbüttel, filla del duc Lluís Rodolf de Brunswick-Lüneburg i cunyada de Carles VI, emperador romanogermànic. Fou l'únic net masculí directe de Pere el Gran.
Pere naixia a Sant Petersburg 18 d'octubre de 1715 (Calendari julià). Orfe de ben petit, fou mantingut en la reclusió més estricta. El seu avi, Pere el Gran, l'ignorava sistemàticament. Els seus primers preceptors foren un mariner anomenat Norman, qui li ensenyà els rudiments de la navegació; i un refugiat hongarès, Janos Zeikin.
Durant el regnat de Caterina I, Pere fou ignorat; però just abans de la seva mort li quedava clar als que el net de Pere el Gran no es podria mantenir fora de la seva herència gaire més. La majoria de la nació i tres quartes parts de la noblesa eren del seu costat, mentre que el seu oncle, Carles VI, emperador romanogermànic, a través de l'ambaixador imperial a Sant Petersburg, persistia en les seves reclamacions. S'arribà a un acord entre Aleksandr Ménxikov i el comte Andrei Osterman; i així el 18 de maig de 1727 Pere II, segons els termes de la darrera voluntat de Caterina I, fou proclamat sobirà.
El senat, el consell privat i els guàrdies van fer el jurament de fidelitat de seguida. L'educació del príncep jove es confiava assenyadament al vicecanceller Ostermann. Ménxikov, que prenia possessió de Pere II i l'allotjava al seu propi palau de l'illa Vasilievsky, havia pretès casar-lo amb la seva filla Maria; el pla fou frustrat per la seva caiguda (21 de setembre, de 1727); però Pere va caure a les mans del príncep igualment desaprensiu Vassili Lukitx Dolgorukov, qui el va enviar captiu des de Petersburg fins a Moscou.
La coronació de Pere II se celebrà en aquella ciutat el 25 de febrer de 1728. Se'l va comprometre a la neboda del seu mentor, princesa Caterina Dolgorukova, i el casament fou fixat per al 30 de gener de 1730; però aquell mateix dia l'emperador moria de verola. Mentre moria, la seva futura muller es llençà al seu llit en un intent desesperat de quedar-se embarassada. Està enterrat al Kremlin, l'únic monarca rus amb aquest honor.
Amb la mort de Pere, la línia directa masculina de la Dinastia de Romanov s'extingí. Fou succeït per Anna Ivanovna, filla del germanastre de Pere el Gran i cogovernant, Ivan V.